# Pararge monicae
Pararge monicae är en fjärilsart som beskrevs av Harrison 1949. Pararge monicae ingår i släktet Pararge och familjen praktfjärilar. Inga underarter finns listade i Catalogue of Life.